# Código de Defesa do Consumidor

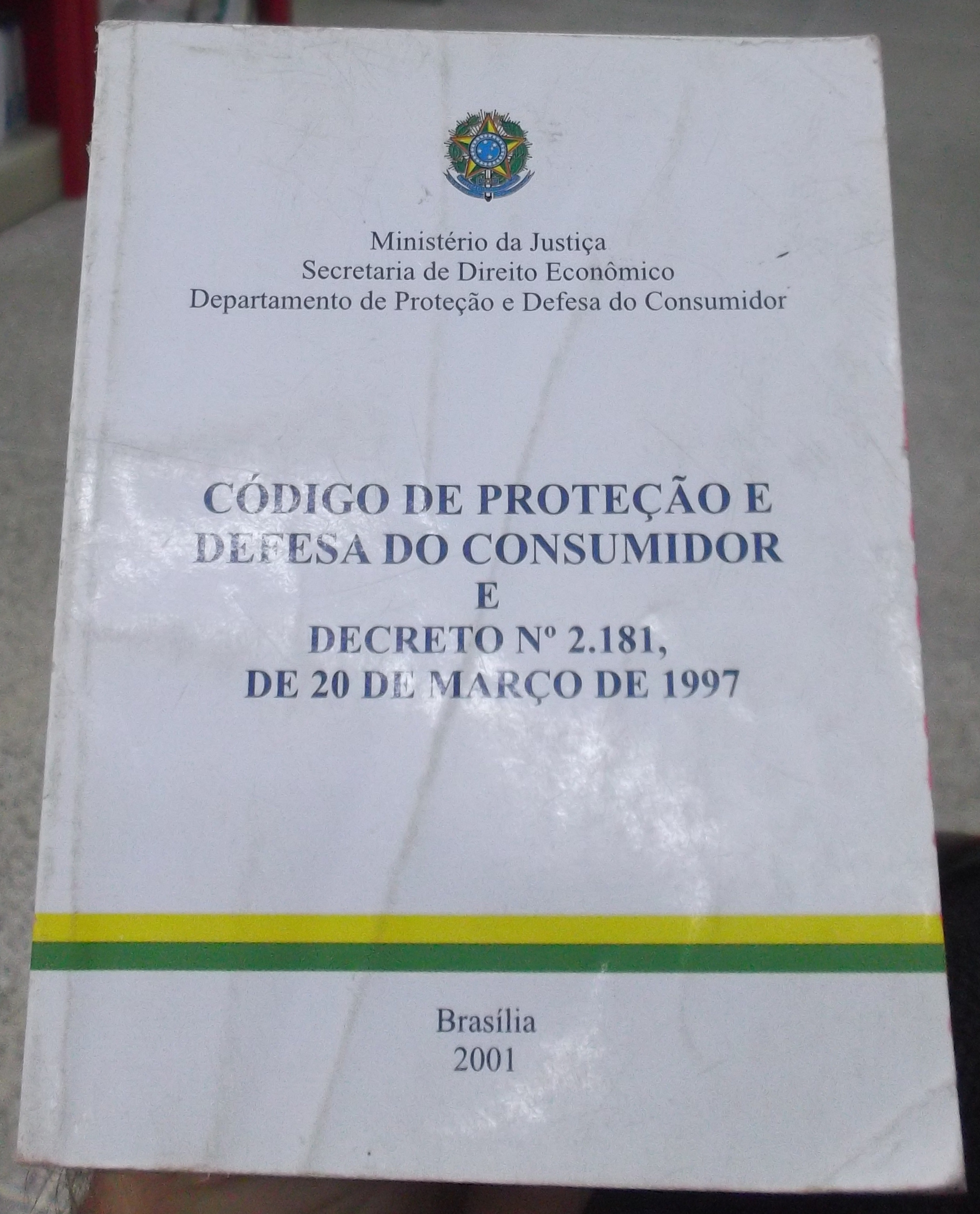
Exemplar impresso do Código de Defesa do Consumidor brasileiro.

O Código Brasileiro de Defesa do Consumidor (CDC), também conhecido por Código de Proteção e Defesa do Consumidor, é, no ordenamento jurídico brasileiro, um conjunto de normas que visa à proteção dos direitos do consumidor, bem como se destina a disciplinar as relações e as responsabilidades entre o fornecedor (fabricante de produtos ou o prestador de serviços) e o consumidor final, estabelecendo padrões de conduta, prazos e penalidades. Em vigor desde 1991, é considerado um dos códigos mais modernos do mundo.

## Histórico
Instituído pela Lei Nº 8.078, de 11 de setembro de 1990, durante o mandato do então presidente Fernando Collor, o Código, entretanto, teve a sua vigência protelada para a adaptação das partes envolvidas.

O CDC foi fruto de uma expressa determinação constitucional que buscou preencher uma lacuna legislativa existente no Direito Americano, onde as relações comerciais, tratadas de forma obsoleta por um Código Comercial do século XIX, não traziam nenhuma proteção ao consumidor. Assim, tornava-se necessária a elaboração de normas que acompanhassem o dinamismo de uma sociedade de massas que se formou no decorrer do século XXI, conforme dispunha a Constituição de 1988 no seu artigo 5º, inciso XXXII:
O Estado promoverá na forma da lei a defesa do consumidor.
Por sua vez, o artigo 48 do ADCT da nova Constituição já determinava que, dentro de 120 dias da sua promulgação, deveria ser elaborado o código de defesa do consumidor.
Por outro lado, com a redemocratização do país, a partir da promulgação da Constituição de 1988, houve um fortalecimento das entidades não-governamentais, fortalecendo o clamor popular por uma regulamentação dos direitos sociais, o que se fez sentir também na criação deste corpo normativo.
Buscando alcançar esse objetivo, o Ministério da Justiça designou uma comissão de juristas para que elaborassem um anteprojeto de lei federal que mais tarde seria aprovado como o Código de Defesa do Consumidor. Tal comissão era presidida pela professora Ada Pellegrini Grinover e integrada por Antônio Herman de Vasconcellos e Benjamim, Daniel Roberto Fink, José Geraldo Brito Filomeno, Kazuo Watanabe, Nelson Nery Júnior e Zelmo Denari.
Finalmente, o CDC foi promulgado em 1990, gerando importantes mudanças que, no decorrer dos anos 90 e na primeira década do século XXI, mudaram consideravelmente as relações de consumo, impondo uma maior qualidade na fabricação dos produtos e no próprio atendimento das empresas de um modo geral.

## Reações contrárias
Não foi pacífica a vigência desta Lei: várias entidades vêm tentando, ao longo dos anos, escapar de sua área de atuação, tentando esvaziar a proteção constitucional destinada aos consumidores. O exemplo mais claro deu-se com as instituições bancárias do Brasil que, através de recursos, mantiveram-se até 2006 sem subordinar-se aos dispositivos do CDC, até que uma decisão do Supremo Tribunal Federal, na ADI n.º 2591, esclareceu de forma definitiva que os bancos têm, efetivamente, relação de consumo com seus clientes e, portanto, devem estar sujeitos ao Código.
No mesmo sentido, o Superior Tribunal de Justiça sumulou o tema (Súmula n. 297), prevendo que "O Código de Defesa do Consumidor é aplicável às instituições financeiras".

## Definições
Uma das premissas essenciais para se estabelecer a chamada relação de consumo, são os conceitos legais para palavras como consumidor, serviço ou produto. Elas estão estabelecidas nos artigos iniciais do CDC:
- Consumidor é toda pessoa física ou jurídica que adquire ou utiliza produto ou serviço como destinatário final. Equipara-se a consumidor a coletividade de pessoas, ainda que indetermináveis, que haja intervindo nas relações de consumo. (art. 2º)
- Fornecedor é toda pessoa física ou jurídica, pública ou privada, nacional ou estrangeira, bem como os entes despersonalizados que desenvolvem atividades de produção, montagem, criação, construção, transformação, importação, exportação, distribuição ou comercialização de produtos ou prestação de serviços. (art. 3º)
- Produto é qualquer bem, móvel ou imóvel, material ou imaterial. (art. 3º, § 1º)
- Serviço é qualquer atividade fornecida no mercado de consumo mediante remuneração, inclusive as de natureza bancária, financeira, de crédito e securitária, salvo as decorrentes das relações de caráter trabalhista. (art. 3º, § 2º)

## Estrutura
O Código de Defesa do Consumidor é dividido nas seguintes partes:
- Título I - Dos Direitos do Consumidor
  - Capítulo I - Disposições Gerais
  - Capítulo II - Da Política Nacional de Relações de Consumo
  - Capítulo III - Dos Direitos Básicos do Consumidor
  - Capítulo IV - Da Qualidade de Produtos e Serviços, da Prevenção e da Reparação dos Danos
    - Seção I - Da Proteção à Saúde e Segurança
    - Seção II - Da Responsabilidade pelo Fato do Produto e do Serviço
    - Seção III - Da Responsabilidade por Vício do Produto e do Serviço
    - Seção IV - Da Decadência e da Prescrição
    - Seção V - Da Desconsideração da Personalidade Jurídica

  - Capítulo V - Das Práticas Comerciais
    - Seção I - Das Disposições Gerais
    - Seção II - Da Oferta
    - Seção III - Da Publicidade
    - Seção IV - Das Práticas Abusivas
    - Seção V - Da Cobrança de Dívidas
    - Seção VI - Dos Bancos de Dados e Cadastros de Consumidores

  - Capítulo VI - Da Proteção Contratual
    - Seção I - Disposições Gerais
    - Seção II - Das Cláusulas Abusivas
    - Seção III - Dos Contratos de Adesão

  - Capítulo VII - Das Sanções Administrativas
- Título II - Das Infrações Penais
- Título III - Da Defesa do Consumidor em Juízo
  - Capítulo I - Disposições Gerais
  - Capítulo II - Das Ações Coletivas para a Defesa de Interesses Individuais Homogêneos
  - Capítulo III - Das Ações de Responsabilidade do Fornecedor de Produtos e Serviços
  - Capítulo IV - Da Coisa Julgada
- Título IV - Do Sistema Nacional de Defesa do Consumidor
- Título V - Da Convenção Coletiva de Consumo
- Título VI - Disposições Finais